# Sammy Baird
Stuart Samuel Baird, noto come Sammy Baird (Denny, 13 maggio 1930 – Bangor, 21 aprile 2010), è stato un calciatore e allenatore di calcio scozzese, di ruolo attaccante.

## Palmarès

### Club

#### Competizioni nazionali
- Scottish Championship: 1

Clyde: 1951-1952
- Campionato scozzese: 3

Rangers: 1955-1956, 1956-1957, 1958-1959
- Coppa di Scozia: 1

Rangers: 1959-1960